# Montgon
Montgon je malá venkovská obec v departementu Ardeny ležící na území bývalého regionu Champagne-Ardenne, 56 kilometrů severovýchodně od Remeše. V roce 2021 zde žilo 69 obyvatel, s rozlohou 820 hektarů je 261. největší obcí departementu.

## Obyvatelstvo
Od 60. let 20. století v obci postupně klesal počet obyvatel, průměrná hustota zalidnění v roce 2021 byla 8,4 obyvatel na km².
Graf vývoje obyvatelstva:

## Poloha a přírodní poměry
Obec se rozkládá v údolí Ardenského kanálu na obou jeho březích, v nadmořské výšce 112–210 metrů v předhůří Arden, v těsném sousedství Argonského lesa, její jihozápadní hranice sousedí s kantonem Attigny. Je čtyři kilometry vzdálená od centra obce Bairon-et-ses-Environs a 19 kilometrů od centra prefektury Vouziers.

### Sousední obce
| Růžice kompasu | Lametz       | Lametz       | Bairon-et-ses-Environs | Růžice kompasu |
| Růžice kompasu | Neuville-Day | Sever        | Bairon-et-ses-Environs | Růžice kompasu |
| Růžice kompasu | Neuville-Day | Montgon      | Bairon-et-ses-Environs | Růžice kompasu |
| Růžice kompasu | Neuville-Day | Jih          | Bairon-et-ses-Environs | Růžice kompasu |
| Růžice kompasu | Neuville-Day | Neuville-Day | Bairon-et-ses-Environs | Růžice kompasu |

### Ardenský kanál
Kanál byl vybudovaný jako strategické spojení povodí řek Mázy a Aisne, otevřen byl v roce 1831. Je téměř 88 kilometrů dlouhý, má dvojí kilometráž (počítanou od hranice rozvodí obou řek) a je na něm celkem 44 plavebních komor překonávajících převýšení terénu. Obcí protéká ve směru severovýchod–jihozápad a na samotném území obce je více než deset plavebních komor schopných pojmout plavidla o délce 38 metrů a šířce pěti metrů, s maximálním ponorem 1,80 metru.